# مانزک
مانزَک (پارسی میانه: Manzag) یکی از نجیب‌زادگان ساسانی در سده سوم میلادی در زمان حکومت شاپور یکم بود.

## زندگی

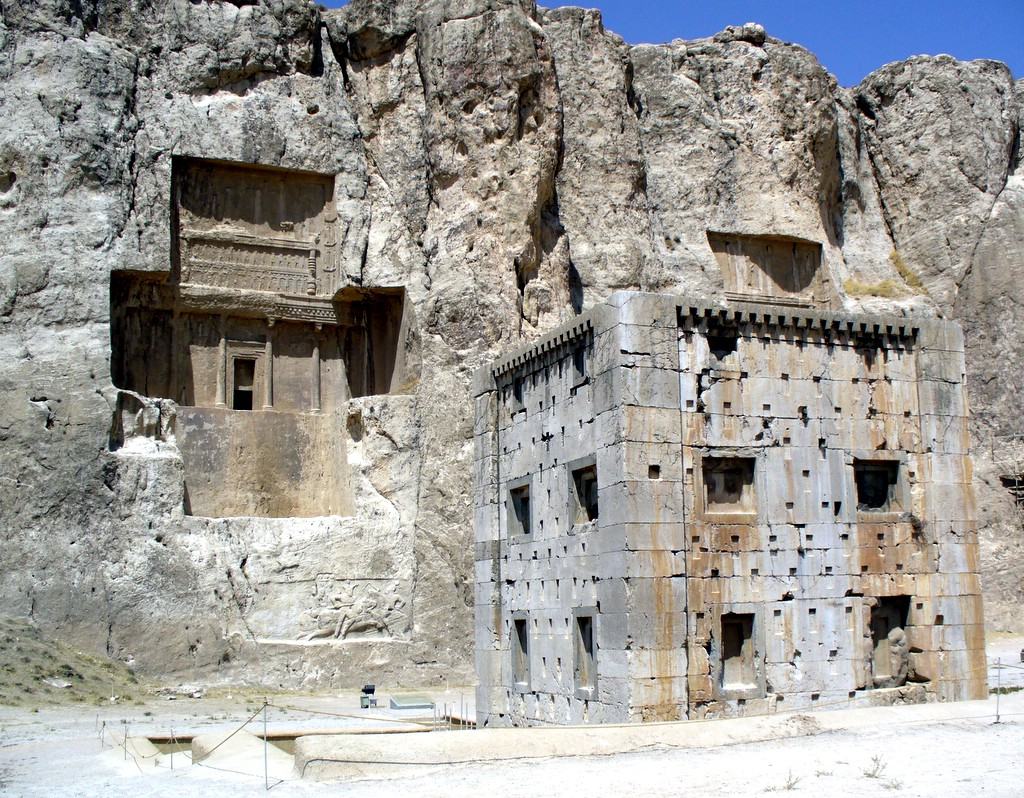
کعبه زرتشت، جایی که سنگ‌نوشته شاپور یکم حک شده‌است

مانزک یک خواجه بود و از او در سنگ‌نوشته شاپور یکم بر کعبه زرتشت یاد شده‌است. او در این سنگ‌نوشته در میان ۶۷ نجیب‌زاده در رتبهٔ شصت‌وچهارم قرار دارد. اطلاعات دیگری از زندگی او در دست نیست.